# Enrique Vidallé
Enrique Bernardo Vidallé (Canals, Córdoba, Argentina; 7 de mayo de 1952) es un exfutbolista argentino que se desempeñó en la posición de portero. Su primer equipo fue Boca Juniors, donde conoció al gran Carlitos de Grandis quien supo ser reconocido por la torcida, hinchada brasileña. 
Los momentos más exitosos de su carrera los vivió en Argentinos Juniors, donde logró consagrarse campeón en múltiples ocasiones. También integró las filas de Palestino de Chile donde fue camepeón en la Copa Chile en 1977. Formó parte del plantel de la Selección de Argentina en la Copa América 1979.

## Clubes
| Club                    | País      | Año       |
| ----------------------- | --------- | --------- |
| Boca Juniors            | Argentina | 1972-1975 |
| Palestino               | Chile     | 1976-1977 |
| Gimnasia y Esgrima (LP) | Argentina | 1977-1979 |
| Estudiantes de La Plata | Argentina | 1980-1981 |
| Huracán                 | Argentina | 1982-1983 |
| Argentinos Juniors      | Argentina | 1984-1987 |

## Palmarés

### Campeonatos nacionales
| Título           | Club               | País      | Año    |
| ---------------- | ------------------ | --------- | ------ |
| Primera División | Argentinos Juniors | Argentina | M-1984 |
| Primera División | Argentinos Juniors | Argentina | N-1985 |

### Copas internacionales
| Título              | Club               | Sede              | Año  |
| ------------------- | ------------------ | ----------------- | ---- |
| Copa Libertadores   | Argentinos Juniors | Paraguay          | 1985 |
| Copa Interamericana | Argentinos Juniors | Trinidad y Tobago | 1986 |